# 13. ulanski polk (Avstro-Ogrska)
Za druge 13. polke glejte 13. polk.
13. ulanski polk je bil konjeniški polk k.u.k. Heera.

## Zgodovina
Polk je bil ustanovljen leta 1860. 

### Prva svetovna vojna
Polkovna narodnostna sestava leta 1914 je bila sledeča: 55% Rutencev, 42% Poljakov in 3% drugih.
Naborni okraj polka je bil v Lvovu, pri čemer so bile polkovne enote garnizirane sledeče: Zloczów (štab, II. divizion) in Zborów (I. divizion).

## Poveljniki polka
- 1865: Ludwig Pulz[4]
- 1879: Sigmund Gniewosz von Olexow[5]